# Télimélé (prefektura)
Télimélé – prefektura w zachodniej części Gwinei, w regionie Kindia. Zajmuje powierzchnię 9216 km². W 1996 roku liczyła ok. 228 tys. mieszkańców. Siedzibą administracyjną prefektury jest miejscowość Télimélé.